# Prepper

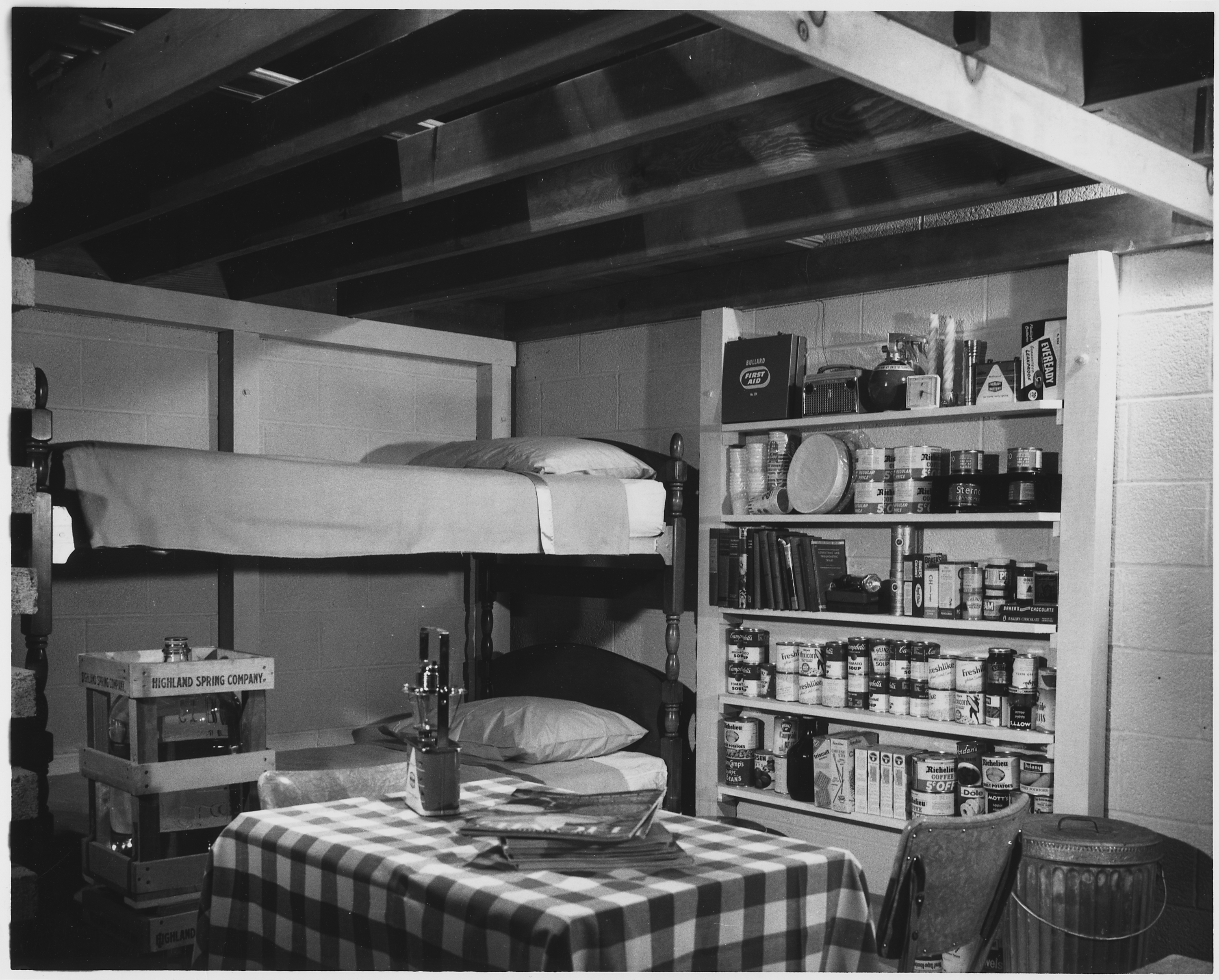
Atoomschuilkelder met voorraden anno 1957

Een prepper (van het Engelse werkwoord to prepare; ook wel een survivalist of eerder neosurvivalist genoemd) is iemand die zich voorbereidt op een noodsituatie als gevolg van een ramp of sociale, politieke en/of economische opschudding en ongeregeldheden, of deze zich nu op lokaal niveau of internationale schaal afspelen. Preppers hebben zich vaak medische kennis en zelfverdedigingstechnieken eigen gemaakt en zorgen voor allerhande voorzieningen die ze helpen te overleven. Deze kunnen aangebracht zijn in hun eigen huis of op een andere locatie (zoals in een schuilplaats of bunker). Bovendien slaan ze grote voorraden in van (langdurig houdbaar, geconserveerd) voedsel, water en andere noodzakelijke goederen. Dit doen ze zodat ze hier geen gebrek aan hebben wanneer deze niet of nauwelijks meer verkrijgbaar zijn, doordat de winkels die deze verkopen niet meer bevoorraad kunnen worden als gevolg van een noodsituatie of de beschikbare voorraden gehamsterd of geplunderd worden. In dit soort situaties doet dat zich dikwijls voor.
 
Veel preppers streven in zijn algemeenheid naar een zelfvoorzienende levensstijl, ook als er zich geen noodsituatie voordoet.

## Preppers in de wereld
Preppers, preppergroepen en -forums komen overal ter wereld voor; naast de Verenigde Staten het meest in landen als Australië, Oostenrijk, België, Canada, Frankrijk, Duitsland, (vaak onder de noemer "adventure sport" clubs) Nederland, Nieuw-Zeeland, Rusland, Zweden en het Verenigd Koninkrijk.

### Verenigde Staten
Hoewel het verschijnsel door het hele land voorkomt, wordt in de Verenigde Staten survivalism(e) vooral bedreven in de landelijke en bergachtige gebieden van met name de staten Idaho, Wyoming en Montana en de oostelijke delen van de staten Washington en Oregon. Deze regio in de Pacific Northwest en tevens de binnenlandse migratiebeweging daarheen worden ook wel de American Redoubt genoemd. Deze benaming werd in 2011 bedacht door de survival-auteur en blogger James Wesley Rawles.